# Holt Renfrew
Holt, Renfrew & Co., Limited (operante come Holt Renfrew e comunemente noto come Holt's) è una catena canadese di grandi magazzini di lusso fondata nel 1837 da William S. Henderson.

## Storia

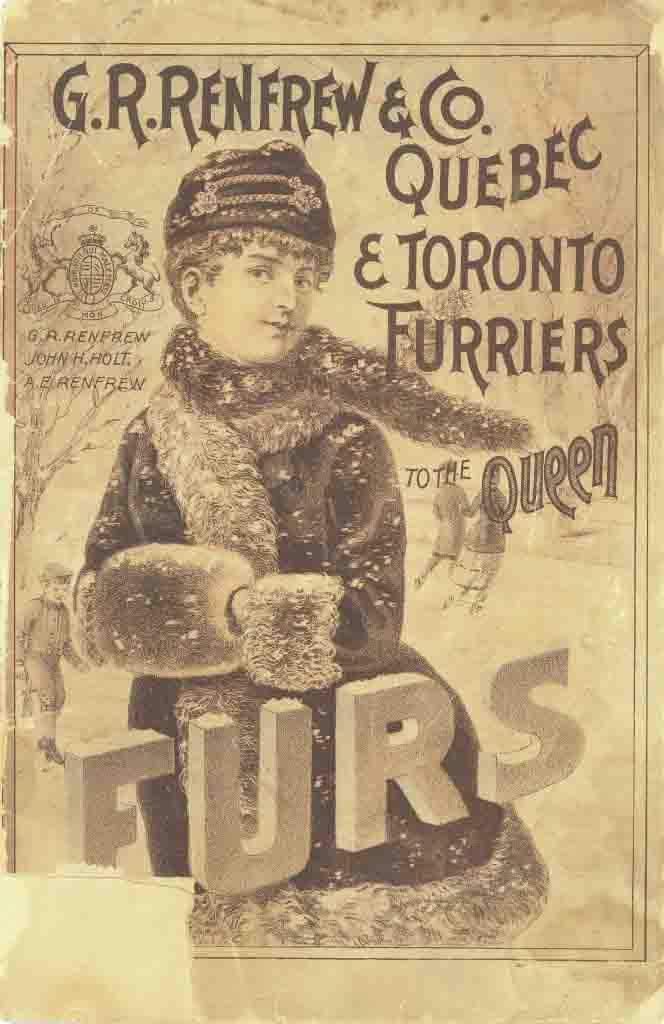
Copertina di un catalogo Holt Renfrew del 1890, che pubblicizza l’azienda come “pellicciai di Sua Maestà la Regina”.

Nel 1837, William S. Henderson, un mercante irlandese, acquistò le quote dei suoi soci nel negozio di pellicce William Ashton & Co ubicato a Québec e avviò un’attività in proprio, segnando così la data tradizionale della fondazione di Holt Renfrew. Tre anni prima, Henderson arrivò via nave da Londonderry con un carico di cappelli e berretti. La merce si vendette bene, e seguirono altri viaggi oltreoceano. Alla fine, Henderson aprì un negozio a Québec con il nome di William Ashton & Co.
Nel 1847, il negozio – ormai ribattezzato William S. Henderson & Co. – si era stabilito al numero 12 di Buade Street. Successivamente si trasferì in una sede più ampia al numero 35 della stessa via, dove rimase per diversi anni. Negli anni seguenti, la proprietà del negozio cambiò più volte, con vari soci che entrarono e uscirono, e il nome dell’azienda venne più volte modificato. Alla fine, W.S. Henderson vendette il negozio al fratello John, un uomo d’affari di Montréal, e il nome divenne John Henderson & Co. Nel 1862, con l'ingresso del socio George Richard Renfrew, il negozio assunse il nome di Henderson, Renfrew and Company.All’epoca della Confederazione canadese, nel 1867, Henderson si era ormai ritirato, e Renfrew, insieme a V.H. Marcou (inviato da Henderson a Québec per gestire l’attività), divennero i nuovi titolari, con la società ribattezzata Renfrew & Marcou.
A metà del XIX secolo, l’azienda aveva iniziato a promuovere i propri capi in pelliccia oltre i confini di Québec, rivolgendosi a un più ampio mercato nordamericano ed europeo. Nel corso della sua storia, il negozio servì molti clienti illustri.
Nel 1886, G.R. Renfrew & Co. ricevette il suo riconoscimento più prestigioso, venendo nominata "Furriers in Ordinary" (Pellicciai ufficiali) da Sua Maestà la Regina Vittoria. La sovrana aveva acquistato diversi articoli in pelliccia dallo stand dell’azienda all’Esposizione Indiana e Coloniale tenutasi quell’anno a Londra, Inghilterra. Questo fu, di fatto, il primo di una serie di mandati reali concessi da membri della famiglia reale britannica. Nel 1901, Holt, Renfrew & Co. venne nominata pellicciaia ufficiale di Sua Maestà la Regina Alessandra, e successivamente, nel 1903, del Principe di Galles, futuro Re Edoardo VII. Nel 1910, l’azienda fu nominata per mandato reale pellicciaia ufficiale di Sua Maestà il Re Giorgio V. L’ultimo mandato reale fu emesso nel 1921 dal Principe di Galles, che in seguito sarebbe diventato Re Edoardo VIII.
Nel 1900, John Henderson Holt, che aveva iniziato la sua carriera come impiegato dell’azienda, fu nominato presidente e la ditta prese il nome di Holt, Renfrew & Co. Nel 1908, la struttura aziendale cambiò nuovamente e l’azienda divenne Holt, Renfrew & Co., Limited. Nel frattempo, la compagnia continuava a esporre le sue pellicce in varie esposizioni internazionali, come la Franco-British Exhibition tenutasi a Londra, Inghilterra, nello stesso anno. Descritta dalla stampa come una "grande fusione di aziende di pellicce", nel 1910 Holt Renfrew acquisì Dunlop, Cook Co. Limited, e aprì una nuova sede a Montréal, sulla prestigiosa St. Catherine Street West, oltre a rilevare la ditta W.J. Hammond, definita "la più grande casa di pellicce dell'Ovest", a Winnipeg, Manitoba. Alla morte di John H. Holt nel 1915, A.E. Renfrew fu nominato presidente dell’azienda, ruolo che mantenne fino al suo pensionamento nel 1919.

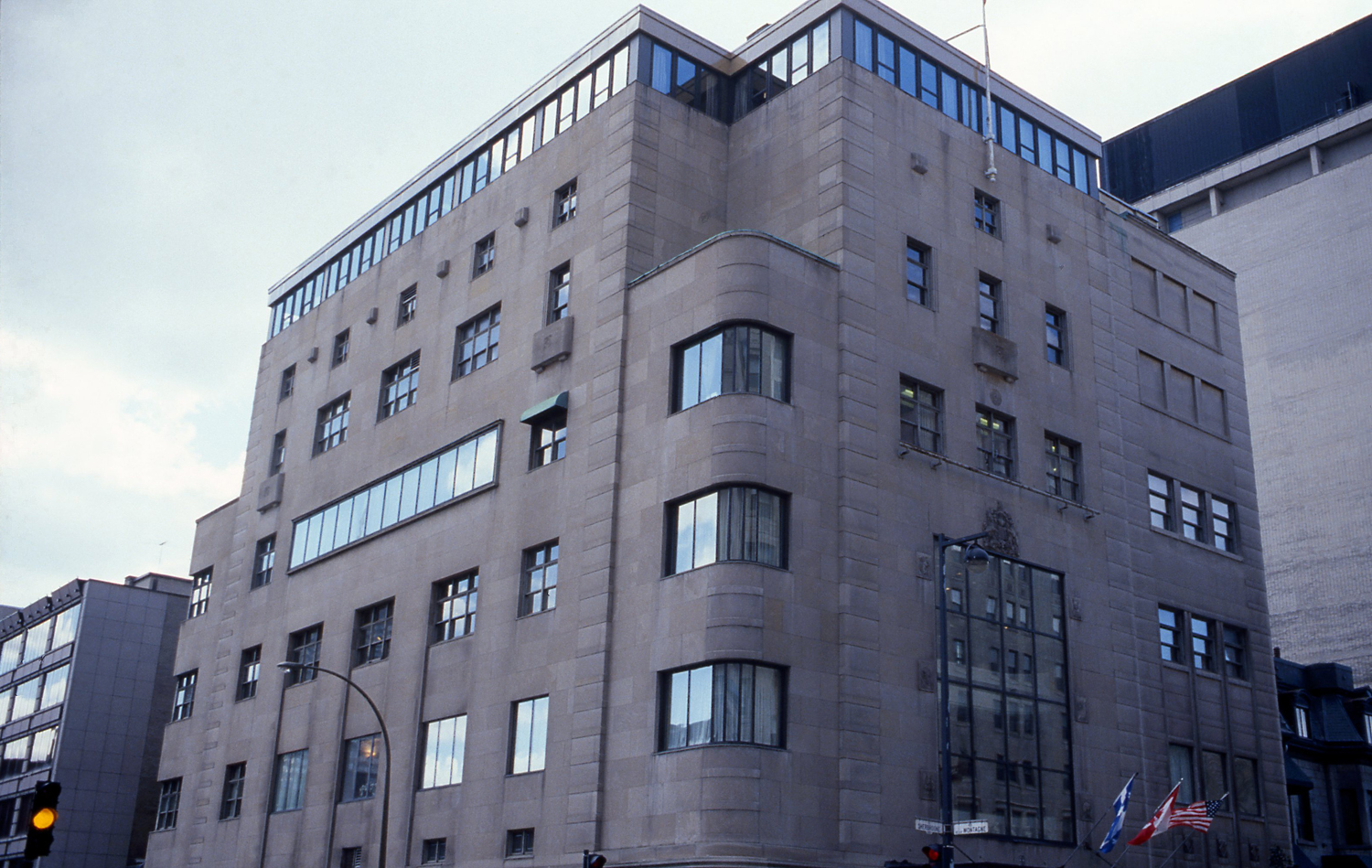
Il negozio di punta dell’azienda a Montréal, in stile Art Déco, inaugurato nel 1937.

Nel 1937, in occasione del centenario dell’azienda, Holt Renfrew inaugurò una nuova sede principale e negozio di punta a Montréal, un edificio di sei piani. Progettato dallo studio di architettura canadese Ross and Macdonald, l’edificio fu costruito nello stile Streamline Moderneo, una variante dell’Art Déco. La rivista Women’s Wear Daily descrisse l’edificio in pietra calcarea, situato all’angolo tra Sherbrooke Street e Mountain Street, come "uno degli esercizi commerciali più moderni e affascinanti del continente" e osservò che "in tutto il negozio l’obiettivo è stato quello di ottenere un effetto di lusso e buon gusto".
Holt Renfrew vendette anche opere di stilisti d’alta moda canadesi, tra cui Marie-Paule Nolin, la cui sala e atelier furono ospitati nel negozio durante gli anni Quaranta.
Con lo scoppio della guerra in Europa e l’ingresso precoce del Canada nella Seconda Guerra Mondiale, la moda proposta da Holt Renfrew iniziò a riflettere le nuove realtà del fronte interno. Con il razionamento dei tessuti e di altri materiali, i capi dell’azienda iniziarono a presentare maniche più corte e orli più alti. L’espansione commerciale in quel periodo fu limitata, con l’eccezione dell’acquisizione, nel 1945, della ditta Simon Furs di Ottawa.

### Espansione
Alla fine del conflitto, Holt Renfrew riemerse come principale pellicceria e rivenditore di moda del Canada, strettamente associato all’haute couture del dopoguerra.
Nel 1947, alla vigilia del matrimonio della principessa Elisabetta (erede al trono britannico) con il principe Filippo, il governo canadese incaricò l’azienda di progettare il regalo ufficiale del Paese per la principessa. Nello stesso anno, Alvin Walker firmò un accordo con la Maison Christian Dior per vendere in Canada l’haute couture parigina.
Holt Renfrew ottenne inoltre i diritti esclusivi in Canada per l’haute couture italiana di Simonetta Visconti e Fabiani.
Negli anni Cinquanta, Holt Renfrew iniziò a espandersi in mercati secondari, aprendo nuovi negozi a Edmonton nel 1950, a Calgary e a London nel 1953. La catena aprì anche boutique all’interno di alcuni dei più importanti hotel di lusso del paese, tra cui il Royal York, il Château Frontenac e il Château Laurier.

Negli anni Sessanta, Holt Renfrew consolidò la sua reputazione come rivenditore di lusso di fascia alta, associato alle principali maison europee. Nel 1962, l’azienda annunciò di aver siglato un accordo esclusivo per rappresentare lo stilista parigino Yves Saint Laurent e la sua haute couture in Canada. Nello stesso periodo, la catena cominciò a promuovere anche la moda prêt-à-porter, più accessibile, per attirare una clientela più giovane. Furono creati spazi dedicati alla linea Miss Renfrew, pensata per "giovani professioniste, studentesse universitarie e giovani signore", interessate a vestire alla moda con un budget contenuto.

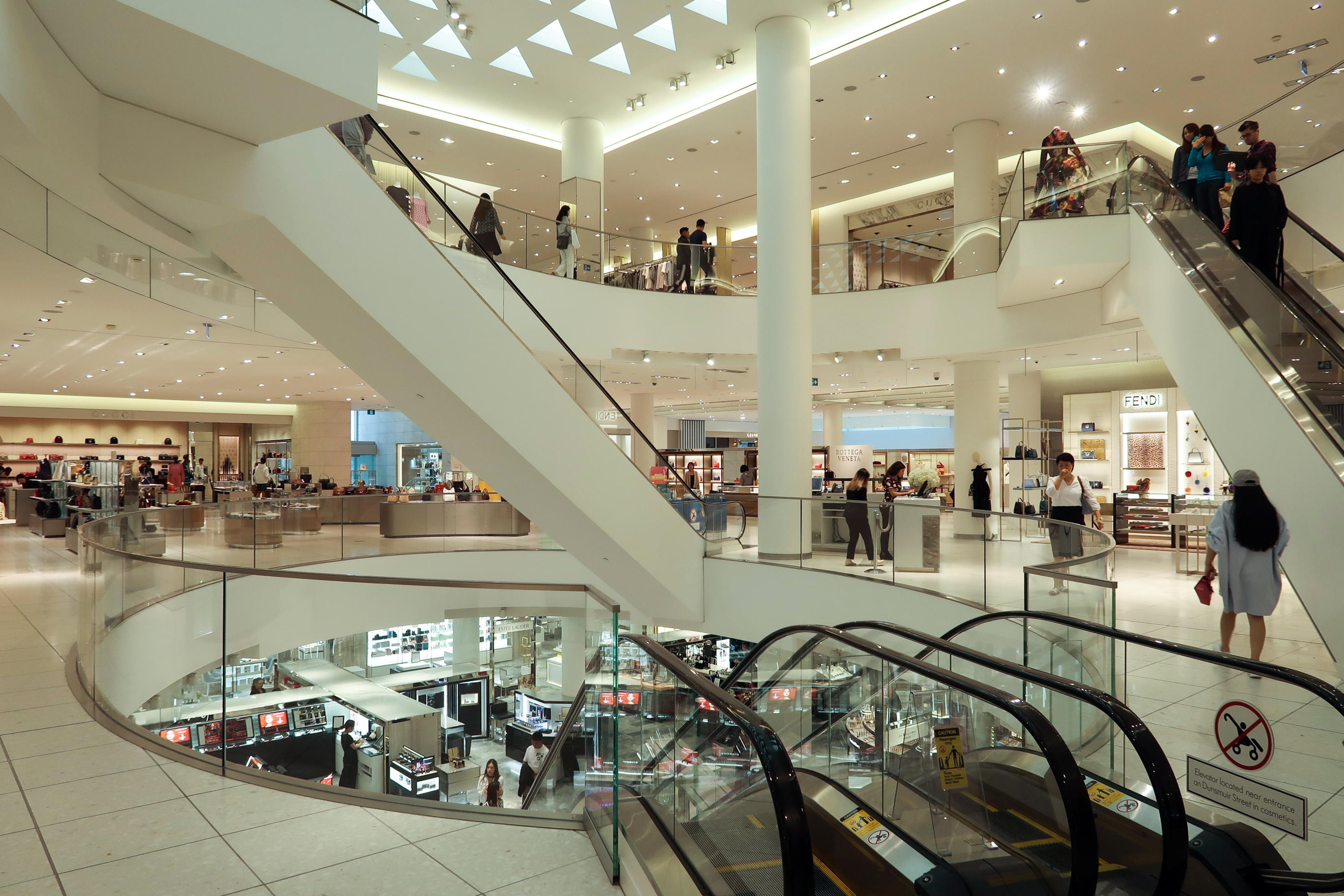
Interni del negozio Holt Renfrew di Dunsmuir Street a Vancouver nel 2018.

A metà degli anni Sessanta, la proprietà dell’azienda cambiò nuovamente: la Canadian Acceptance Corporation (interamente controllata dalla C.I.T. Financial di New York) acquisì il 93% delle azioni, dopo un breve periodo sotto la proprietà del rivenditore inglese Blackett & Son Ltd. Nel 1971, la Canadian Acceptance Corporation vendette Holt Renfrew alla compagnia statunitense Broadway-Hale, con sede a Los Angeles (più tardi rinominata Carter Hawley Hale). In quegli anni ci fu anche un cambio alla guida dell’azienda: nel 1967, dopo 25 anni alla presidenza, Alvin J. Walker si ritirò, lasciando il posto a Lenard M. Shavick, che aveva iniziato la sua carriera in Holt Renfrew nel dopoguerra come acquirente.
Quattro anni dopo, nel 1979, supervisionò la costruzione della nuova sede centrale a Toronto, al 50 di Bloor Street West, con circa 6.800 m² di superficie di vendita, per un costo di 6,5 milioni di dollari.
Negli anni ’80, Holt Renfrew tornò sotto proprietà canadese dopo che Carter Hawley Hale di Los Angeles mise in vendita Holt, il suo unico asset estero. Nell’aprile del 1986 fu annunciato un accordo con Wittington Investments Limited, una holding della famiglia Weston guidata da W. Galen Weston. Con Michael Brickell come presidente, Galen Weston come presidente del consiglio e la moglie Hilary M. Weston come vicepresidente, la catena subì profondi cambiamenti, tra cui l’introduzione di nuovi formati di vendita al dettaglio e ampie ristrutturazioni degli interni nei principali negozi di Toronto e Montreal. I nuovi proprietari demolirono circa 650 metri quadrati nel negozio di punta di Bloor Street West per fare spazio a nuove boutique di stilisti, mentre il rivenditore si impegnava a ristabilire un senso di lusso e intimità. Fu ingaggiata la designer di retail newyorkese Naomi Leff per guidare le ristrutturazioni e le modifiche all’assortimento dei prodotti. A Montreal, si iniziò a restaurare la grandiosità dell’originale architettura Art Déco del 1937 del negozio di Sherbrooke Street e furono aggiunti negozi di Giorgio Armani e Yves Saint Laurent sia a Toronto che a Montreal. Un anno dopo fu lanciata una nuova rivista di alta moda di Holt Renfrew chiamata "Point of View."

### Storia del XXI secolo
Nel 2005, la società avviò un profondo rebranding sotto la guida di Alannah Weston, direttrice creativa di Selfridges e figlia del presidente di Holt Renfrew, W. Galen Weston. Tra le principali novità introdotte vi furono un nuovo logo, ispirato alla tradizione storica dell’azienda, e l’adozione del colore magenta come tonalità distintiva dell’intera catena. Il rinnovamento coinvolse anche l’offerta commerciale, con il ritorno dell’abbigliamento per bambini e un’espansione significativa dello spazio espositivo dedicato alle calzature.

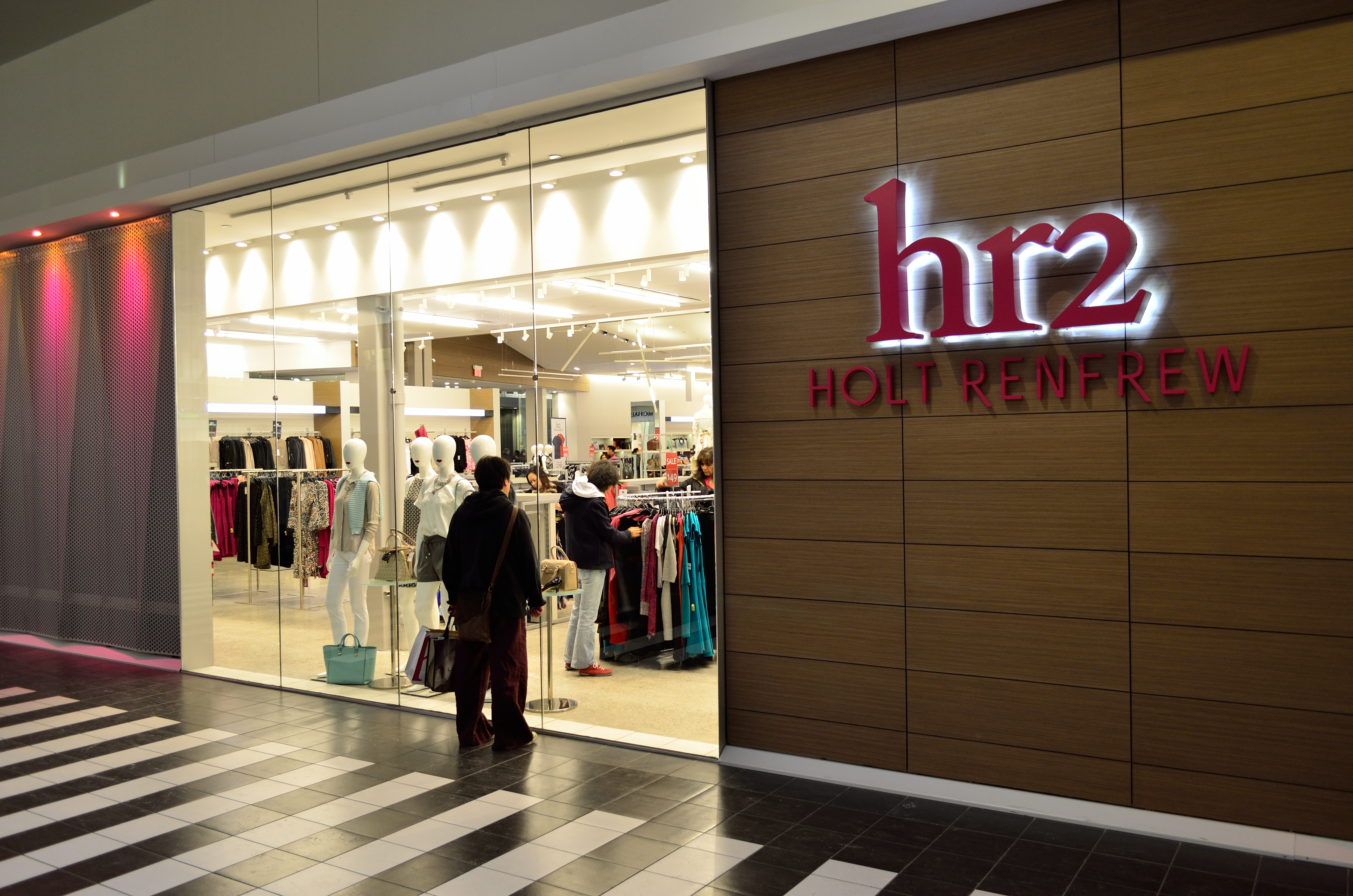
Un negozio hr2 a Vaughan Mills.

Nel 2010, il dirigente canadese Mark Derbyshire sostituì Caryn Lerner alla presidenza. Derbyshire dichiarò di voler puntare di più sul segmento maschile del mercato della moda.
Nel 2013, l’azienda annunciò il lancio di una nuova iniziativa retail chiamata “hr2”, una catena di negozi pensata per offrire prodotti di design di fascia media e beni di lusso a prezzi accessibili, con l’obiettivo di raggiungere un pubblico più ampio. Tuttavia, il progetto non ebbe il successo sperato e tutti i punti vendita hr2 furono chiusi nel 2017.

## Distribuzione
Holt Renfrew è presente in Canada, con 6 negozi